# 青头潜鸭
青头潜鸭（學名：Aythya baeri）又名东方白眼鸭、白目凫、青头鸭，为鸭科潜鸭属的鸟类，繁殖于中国华北地区和华中地区，曾经繁殖于中国东北地区及毗邻的俄罗斯远东地区东南部；越冬于中国大陆黄河以南的大部分地区，台湾、日本，最南可到东亚和东南亚地区。青头潜鸭是單型物种，没有亚种分化；其模式标本产自黑龙江中游。
青头潜鸭在其分布区内曾经为常见物种，但现今已经非常罕见，其成熟个体总数可能已下降至1000只以下，且数量仍呈下降趋势，狩猎和栖息地破坏被认为是主要原因。该物种已被列为IUCN红色名录极危物种，并列入臺灣珍貴稀有保育類野生動物與中国大陆国家一级保护动物。

## 分类及进化

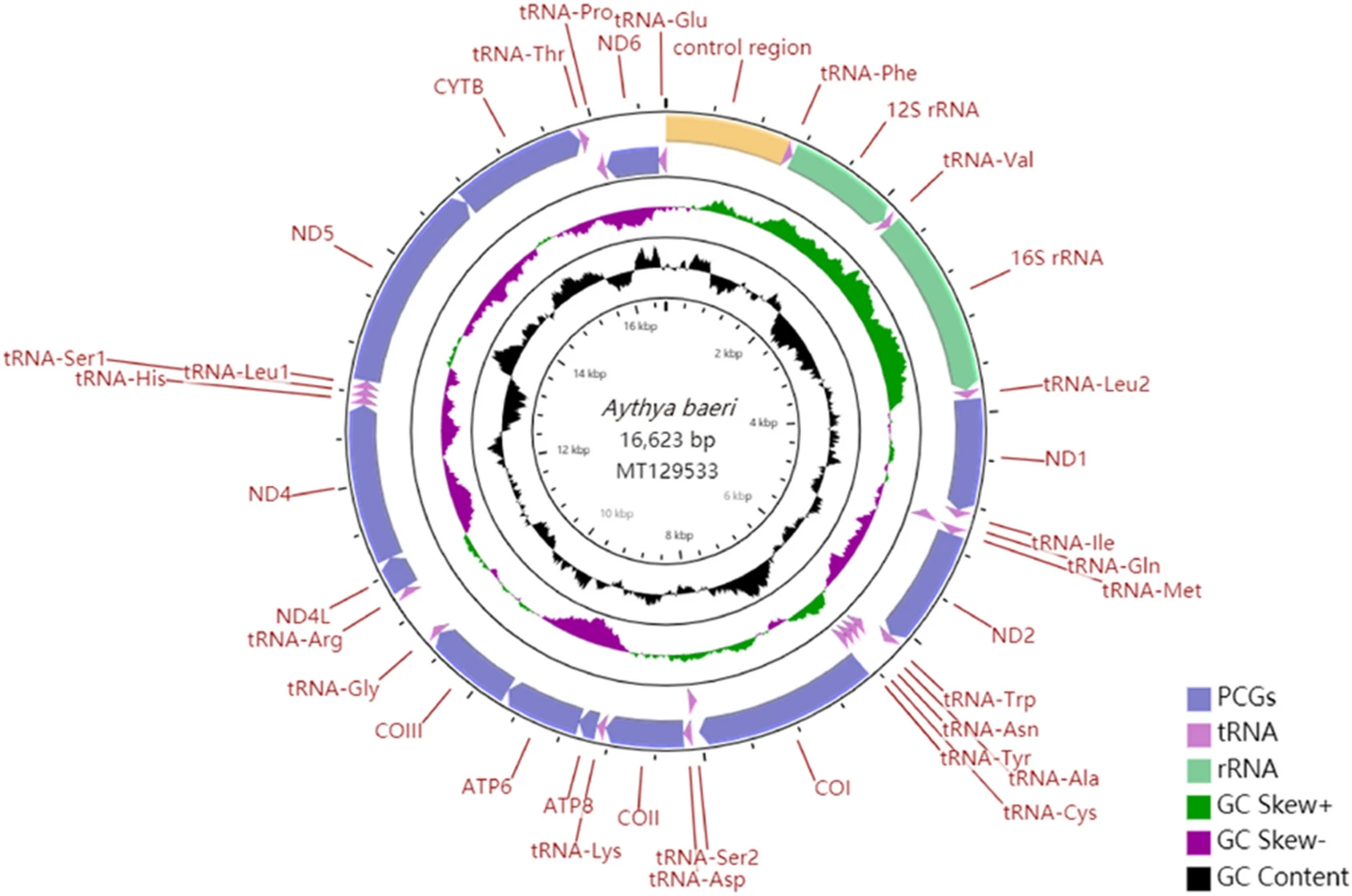
青头潜鸭线粒体基因组结构图。

青头潜鸭是该物种最通用的中文名，在中国大陆、香港及台湾皆相同，除此之外，青头潜鸭在中文中还有东方白眼鸭、白目凫等名，在华北又叫青头鸭。
青头潜鸭由德国学者古斯塔夫·拉德命名于1863年，发表于《Reisen im Süden von Ost-Sibirien》，最初归类于河鸭属（Anas）。学名种加词和英文名是为纪念普鲁士胚胎学家、科学家、探险家卡尔·恩斯特·冯·贝尔。另有英文名（意为「东方白眼鸭」）、（意为「西伯利亚白眼鸭」）及（意为「贝氏白眼鸭」）等。其模式标本于繁殖季采集自黑龙江中游的小群中。1929年，英国鸟类学家E. C. 斯图尔特·贝克研究了英属印度的鸟类，他将青头潜鸭和白眼潜鸭归于同一个物种的两个不同亚种，（青头潜鸭）和（白眼潜鸭）。中国鸟类学家郑作新等则认为青头潜鸭和白眼潜鸭应当为两个不同的物种，因为根据他们的研究，其繁殖区不重叠，未见杂交现象。另有一个普遍的观点是青头潜鸭可能起源于白眼潜鸭的东部种群，但美国鸟类学家保羅·約翰斯加德则认为这种观点与行为学证据不符，他认为青头潜鸭可能更接近澳洲潜鸭（A. australis）。
美国鸟类学家布拉德利·柯蒂斯·利弗澤在1996年的一项研究中基于形态学数据分析了潜鸭族（Aythyini）的系统发生关系并进行了分类修订，认为青头潜鸭与白眼潜鸭、和澳洲潜鸭是近亲，将其归类为「白眼潜鸭亚属」（Subgenus ），该亚属内部的系统发生关系不明确，但青头潜鸭和白眼潜鸭是最接近的姊妹物种；「斑背潜鸭亚属」（Subgenus ，包括紐西蘭潛鴨、環頸潛鴨、鳳頭潛鴨、斑背潛鴨和小潛鴨）是「白眼潜鸭亚属」的姊妹群；而「红头潜鸭亚属」（Subgenus ，包括帆背潜鸭、红头潜鸭和美洲潜鸭）则是以上二者的姊妹群。2000年代发表的两项分子系统发生学研究使用线粒体基因揭示了雁形目或鸭科的亲缘关系，但青头潜鸭并未被包含在这两项研究中。
2021年的一项研究对青头潜鸭的线粒体基因组进行了测序，为16,623 bp长的环形DNA，与潜鸭属其它物种接近，基因组结构、基因的排列和方向也均与鸭科其它物种接近。研究人员基于此数据分析了青头潜鸭和此前被测序的其它近缘物种之间的系统发生学关系如下：
|  | 凤头潜鸭                                              |
|  |                                                       |
|  | \| \| 红头潜鸭 \| \| \| \| \| \| 美洲潜鸭 \| \| \| \| |
|  |                                                       |
|  | 红头潜鸭                                              |
|  |                                                       |
|  | 美洲潜鸭                                              |
|  |                                                       |

|  | 红头潜鸭 |
|  |          |
|  | 美洲潜鸭 |
|  |          |

|  | 凤头潜鸭                                              |
|  |                                                       |
|  | \| \| 红头潜鸭 \| \| \| \| \| \| 美洲潜鸭 \| \| \| \| |
|  |                                                       |
|  | 红头潜鸭                                              |
|  |                                                       |
|  | 美洲潜鸭                                              |
|  |                                                       |

|  | 红头潜鸭 |
|  |          |
|  | 美洲潜鸭 |
|  |          |

|  | 凤头潜鸭                                              |
|  |                                                       |
|  | \| \| 红头潜鸭 \| \| \| \| \| \| 美洲潜鸭 \| \| \| \| |
|  |                                                       |
|  | 红头潜鸭                                              |
|  |                                                       |
|  | 美洲潜鸭                                              |
|  |                                                       |

|  | 红头潜鸭 |
|  |          |
|  | 美洲潜鸭 |
|  |          |

|  | 凤头潜鸭                                              |
|  |                                                       |
|  | \| \| 红头潜鸭 \| \| \| \| \| \| 美洲潜鸭 \| \| \| \| |
|  |                                                       |
|  | 红头潜鸭                                              |
|  |                                                       |
|  | 美洲潜鸭                                              |
|  |                                                       |

|  | 红头潜鸭 |
|  |          |
|  | 美洲潜鸭 |
|  |          |

|  | 凤头潜鸭                                              |
|  |                                                       |
|  | \| \| 红头潜鸭 \| \| \| \| \| \| 美洲潜鸭 \| \| \| \| |
|  |                                                       |
|  | 红头潜鸭                                              |
|  |                                                       |
|  | 美洲潜鸭                                              |
|  |                                                       |

|  | 红头潜鸭 |
|  |          |
|  | 美洲潜鸭 |
|  |          |

|  | 凤头潜鸭                                              |
|  |                                                       |
|  | \| \| 红头潜鸭 \| \| \| \| \| \| 美洲潜鸭 \| \| \| \| |
|  |                                                       |
|  | 红头潜鸭                                              |
|  |                                                       |
|  | 美洲潜鸭                                              |
|  |                                                       |

|  | 红头潜鸭 |
|  |          |
|  | 美洲潜鸭 |
|  |          |

|  | 凤头潜鸭                                              |
|  |                                                       |
|  | \| \| 红头潜鸭 \| \| \| \| \| \| 美洲潜鸭 \| \| \| \| |
|  |                                                       |
|  | 红头潜鸭                                              |
|  |                                                       |
|  | 美洲潜鸭                                              |
|  |                                                       |

|  | 红头潜鸭 |
|  |          |
|  | 美洲潜鸭 |
|  |          |

|  | 凤头潜鸭                                              |
|  |                                                       |
|  | \| \| 红头潜鸭 \| \| \| \| \| \| 美洲潜鸭 \| \| \| \| |
|  |                                                       |
|  | 红头潜鸭                                              |
|  |                                                       |
|  | 美洲潜鸭                                              |
|  |                                                       |

|  | 红头潜鸭 |
|  |          |
|  | 美洲潜鸭 |
|  |          |

## 描述
青头潜鸭体长41-47厘米，翼展長70-79公分。雄性體型稍大，体重500-730克，翼長186-203毫米，尾長53-60毫米，嘴峰長38-44毫米；雌性体重590–655克，翼長191-205毫米，尾長51-64毫米，嘴峰長40-44毫米，雌雄跗蹠長均为33–34.7毫米。
繁殖期雄性的头部和颈部近黑色，有绿色光泽，背部黑褐色，胸部暗栗色，胁部浅栗色，腹部为白色并延伸至胁部，尾短并下垂。雌性头部和颈部黑褐色，与栗褐色的胸部和胁部融为一体，雄性的第一年冬羽、蚀羽也与雌性类似，惟巩膜仍为白色。两性的翼镜和尾下覆羽均为白色，喙深灰色，尖端发蓝，嘴甲黑色，雄性的巩膜为白色或淡黄色，雌性为棕色，跗踱深灰色。
此种与同属的白眼潜鸭相似，都具有白色的尾下覆羽和虹膜（雄性），喙端具黑斑，两翼具有宽阔的白色翼镜。但相比白眼潜鸭体型更大、头部、身体和喙更长，头顶较圆润，不似白眼潜鸭高耸呈三角形，额部更平缓；青头潜鸭腹部的白色部分延伸至身体两侧的胁部，且浮在水上时，白色部分露出水面，而白眼潜鸭的白色部分仅位于腹部中部。此外，雌性青頭潛鴨的喙基部有明顯較亮的栗色斑，白眼潛鴨則无。
青头潜鸭大多数时候很安静，但两性在求偶时都会发出沙哑的graaaak声，在其他时候也可能发出kuro kuro（雄性）或kura kura kura （雌性）的声音。

## 地理分布
青头潜鸭传统上繁殖于中国东北地区和毗邻的俄罗斯远东地区东南部的黑龙江（阿穆尔河）和乌苏里江流域，近年来繁殖地南扩至华北地区和华中地区，越冬于中国大陆黄河以南的大部分地区，台湾、日本、孟加拉国、印度、朝鲜、老挝、缅甸、尼泊尔、泰国、越南，在不丹、韩国、菲律宾、巴基斯坦等地为迷鸟，每年约3月中旬从越冬地迁往北方的繁殖地，秋季于10月中旬至11月初迁往南方越冬。
该物种近年来在黑龙江和乌苏里江流域的传统繁殖区已经极为少见（包括在俄罗斯和在中国），至少自2010年以来，在北京以北的所有繁殖区都没有确认的青头潜鸭繁殖记录，但近年繁殖季记录到的种群规模小于冬季的，因此仍可能存在未知的繁殖地；。例如在兴凯湖中国一侧、哈桑湖俄罗斯一侧、Muraviovka Park 等地有一些疑似的繁殖报告。自2012年以来，在河北、湖北和江西发现了此前未知的繁殖地，后两者与黑龙江和乌苏里江流域的传统繁殖区相隔甚远。这可能是因为南方的气候为青头潜鸭提供了更长的繁殖期（约有北方的两倍），因此，第一窝繁殖失败的青头潜鸭有机会重新开始，提高了繁殖的成功率。青头潜鸭在中国中东部地区已成为留鸟。
该物种的越冬地近年来同样大幅收缩，自2010-2011年冬季以来，该物种几乎不再在中国大陆以外越冬，仅有零星的记录，在中国大陆的越冬地，种群数量也严重下降，甚至下降了99%以上。

## 行为及生态
青头潜鸭性情胆怯，成对活动，栖息于开阔、水流缓慢的湖泊、沼泽和池塘中，繁殖季筑巢于水生植物丰富的水域中，冬季在大而开阔的水面上聚集成大群，常与其它潜鸭混群。该物种翅强而有力，飞行或在陆上行走的速度都很快，亦擅长潜水和游泳，受到威胁或人为干扰时能迅速地从水面起飞。春秋季迁徙时结成10多只或数十只的小群，以楔形队列低空飞行。在冬季，青头潜鸭在白天睡眠和休息而不进食，在傍晚与其它鸭一起前往未知的觅食区，并在黎明前返回，它们的食物以水生植物、禾草的种子和软体动物为主，除此之外，鸟类学家对其食性知之甚少。

### 繁殖
青头潜鸭的繁殖是单配偶制，至少在一个繁殖季内不会改变配偶。在中国东北的传统繁殖地，青头潜鸭在栖息地的水域完全解冻前聚集在有活水的冰面缺口处，在水域解冻后则聚集在开阔的水面上，从5月中下旬开始繁殖。在湖北武汉府河湿地的繁殖地，青头潜鸭在繁殖期前成大群聚集在开阔水面上，在四月中旬分成小群活动，并在小群内求偶和交配。求偶时，雄性围绕雌性游动，头部重复地上下点头以作炫耀，并迅速游向其它雄性以将其驱赶，但雄性之间没有发生激烈打斗。雌性也向雄性上下点头作为回应，待雄性靠近后，雌性将颈部伸直，头向水面低下，雄性即爬上雌性身体，咬住雌性枕部的羽毛进行交配。求偶成功后，雌雄两只就离开鸟群单独活动。
青头潜鸭的巢是圆柱形结构，在浅水或水中的岛屿、沙洲上筑巢，遮蔽在挺水植物的草丛中，以莎草、芦苇等植物的叶和茎作为材料筑成，内衬有一层绒羽。研究中没有发现雄性直接参与孵卵和育雏，而是在距离巢约10米处承担警戒工作。在孵卵期间，雌性每天在约6:00-20:00之间离巢觅食3次，每次离开27分钟至4小时，离开前会将巢用植物材料覆盖，回来后雌性会将覆盖物盖在自己身上。如果强降雨或者人为活动导致水位升高，雌性会从巢附近收集挺水植物将巢加高以避免被淹没。在炎热的中午，雌性则会站在巢穴上方以遮挡阳光并保持空气流通，还会用自己的羽毛沾水为卵降温。
研究显示，青头潜鸭的繁殖成功率约在14-45%之间，每窝繁殖过程中可能损失1-9枚蛋，约有20-30%的蛋成功孵化，每窝有3-16只幼鸟出巢。繁殖失败的主要原因有主动弃巢、黄鼬等天敌捕食和洪水，各种因素所占的比例是不固定的。另因青头潜鸭在武汉的繁殖地大多为当地的克氏原螯虾养殖场，当地村民的养殖工作及捡拾鸟蛋的行为也会对青头潜鸭的繁殖造成影响。

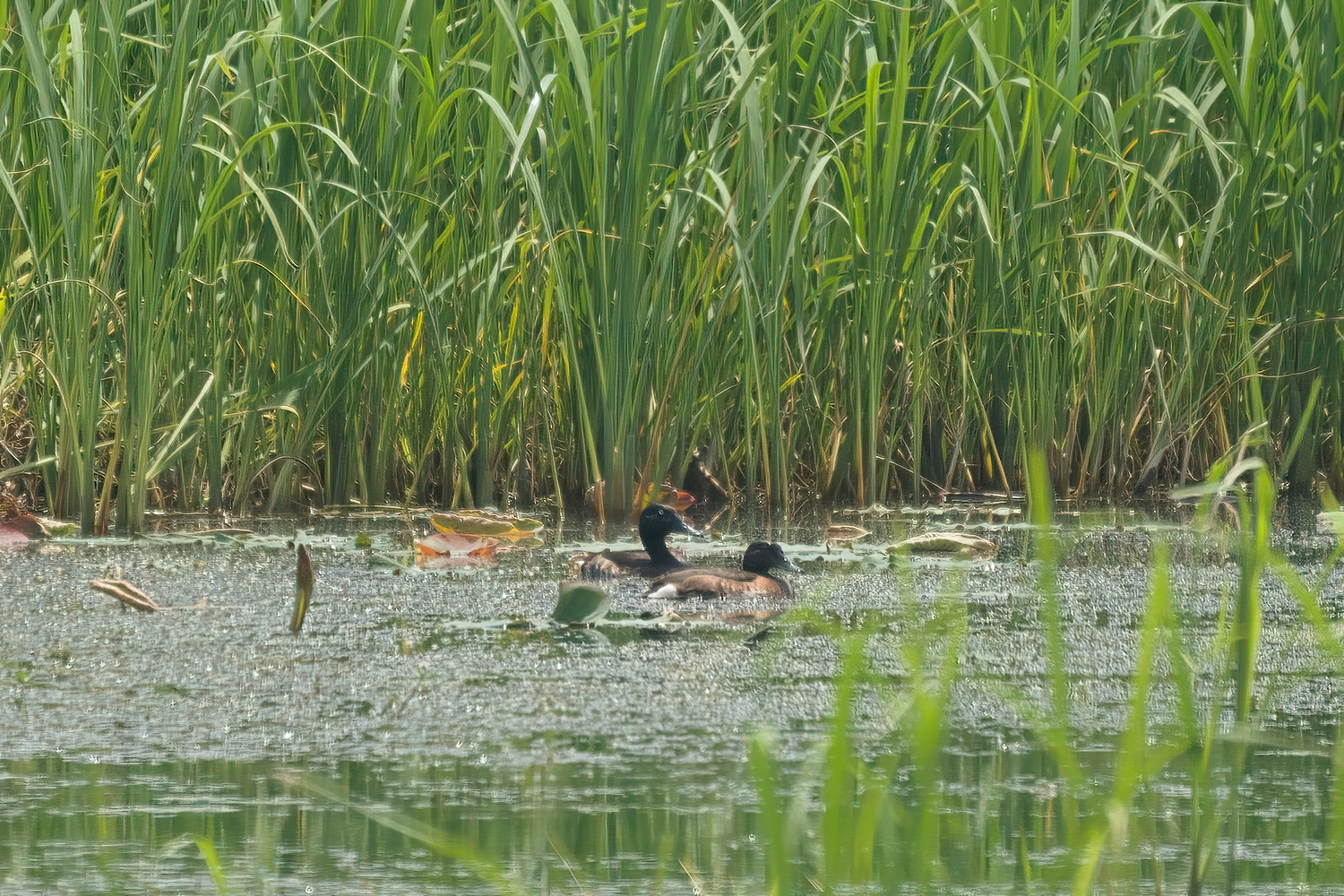
位于湖北武汉繁殖地的一对青头潜鸭。
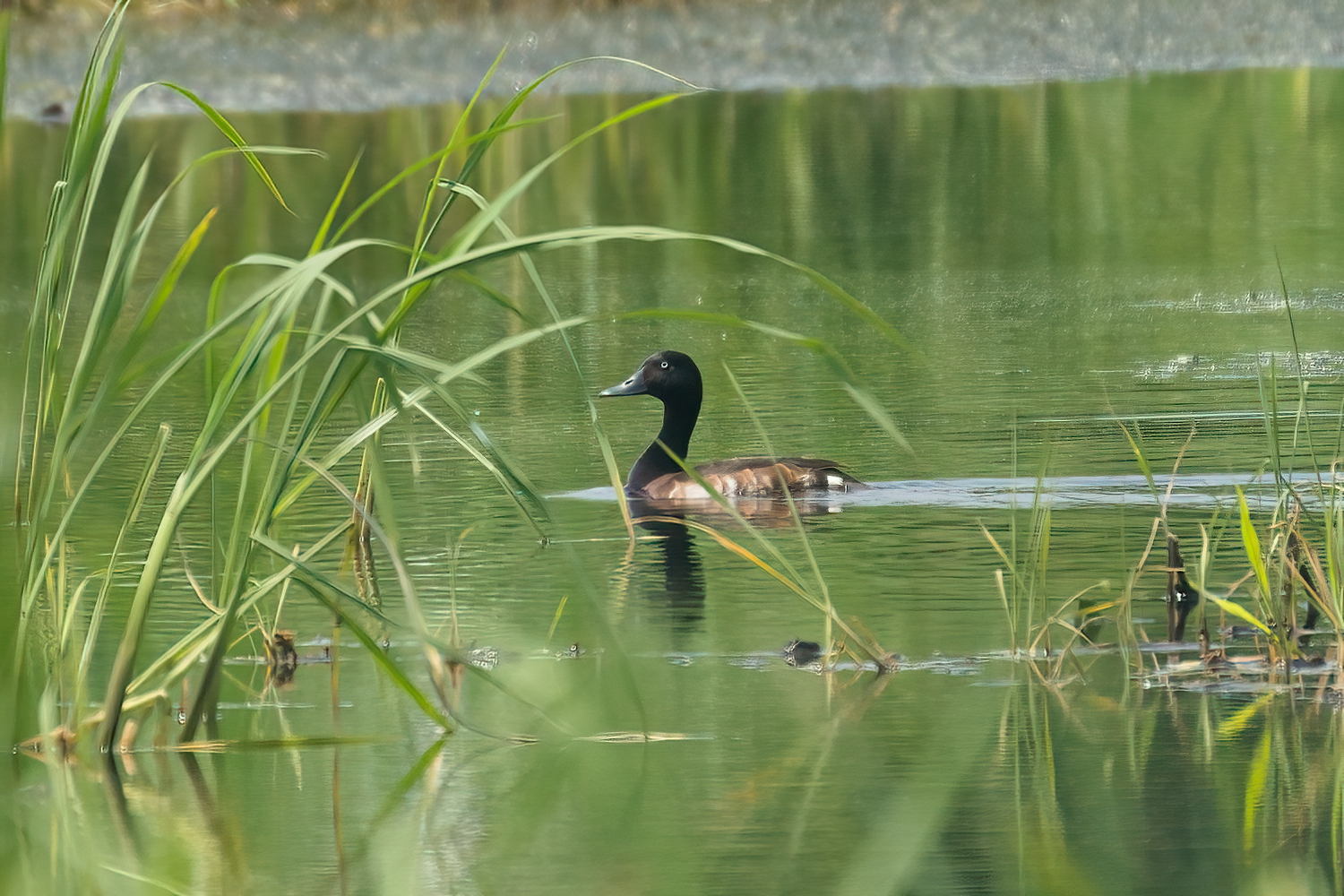
繁殖期雄性。
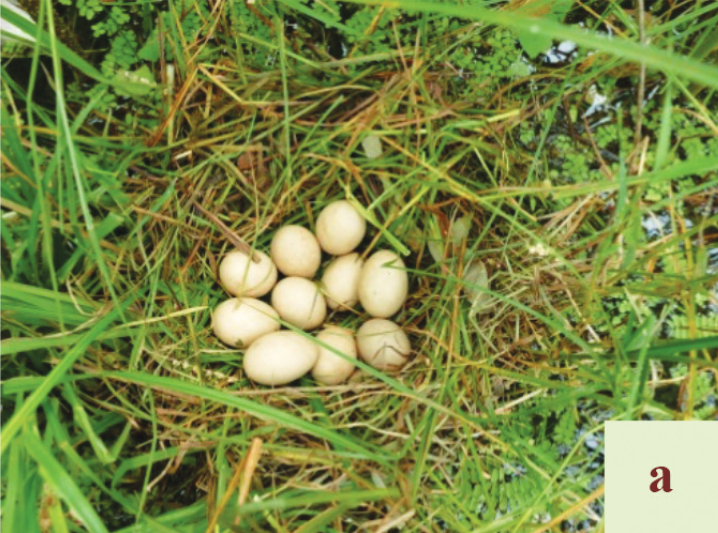
青头潜鸭的蛋。
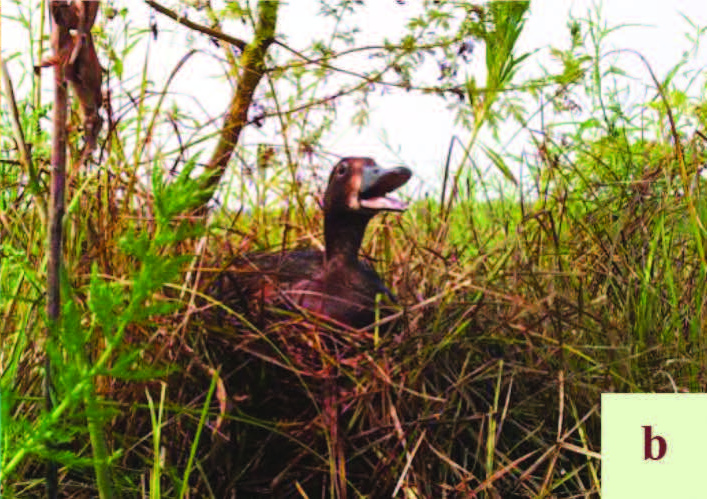
正在孵卵的雌性青头潜鸭。
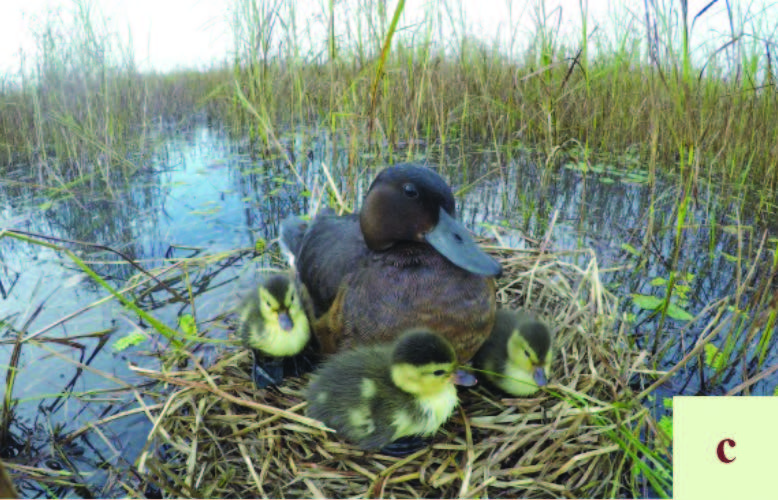
雌性青头潜鸭与雏鸟。

### 生态关系
青头潜鸭存在种内及种间的不完全巢寄生行为，在向海国家级自然保护区，青头潜鸭会寄生赤膀鸭和红头潜鸭的巢，并可能被红头潜鸭巢寄生。在湖北武汉的繁殖地，同域繁殖的其它鸭科鸟类有棉凫、斑嘴鸭和绿头鸭，相关研究没有观察到种间巢寄生，但存在种内巢寄生，寄生者若被发现，会和寄主发生打斗。
人工饲养下的青头潜鸭会与小潜鸭、红头潜鸭、白眼潜鸭、新西兰潜鸭、栗胸鸭及林鸳鸯等物种发生杂交；在野外环境下，数次观察到白眼潜鸭向青头潜鸭求偶，还观察到一些具有红头潜鸭、白眼潜鸭和青头潜鸭的混合特征的个体，因此这三个物种可能正在野外发生杂交；尽管青头潜鸭的种群规模在近些年锐减，但白眼潜鸭和红头潜鸭的繁殖区则一直在扩张，甚至扩张到了青头潜鸭的核心繁殖区，这进一步支持了以上假设。
对青头潜鸭肠道微生物的研究显示，青头潜鸭肠道中种类最多的微生物分布在厚壁菌門、變形菌門和擬桿菌門，与家鹅、家鸭和家鸡的一致。腹泻的青头潜鸭肠道微生物的多样性严重下降，种类也与健康个体有巨大差异，数量减少的种类大多被认为对肠道健康有益。

## 威胁及保护
青头潜鸭在其分布区内曾经为常见物种，但现今已经非常罕见，其成熟个体总数可能已下降至1000只以下；在1986/87-1992/93年之间的调查在中国大陆统计到16792只，1993/94-1998/99年之间只有3472只，而2002/03-2010/11之间只有2131只；孟加拉国1996年有3000余只，印度在1995年和1997年统计到超过1400只，缅甸在1990年代约有500-1000只，泰国在1998年统计到596只，但是到了1999/00-2004/05年，在中国以外的所有分布区一共统计到719只，2005/06-2010/11年则仅有48只。在中国，狩猎和栖息地破坏被认为是其种群数量锐减的主要原因，在湖北洪湖，1981-1997年每年有336-4803只青头潜鸭被猎杀；在如东县附近的地区，每年可能有3000只被猎杀。青头潜鸭的越冬地因为水污染、渔业活动、水生植物的变化和长江中下游平原湿地生态的整体变化而发生了显著的改变，繁殖地和迁徙地的一些因素也可能导致了其衰减。青头潜鸭在全球范围内的锐减仍没有放缓或停止的迹象。
青头潜鸭在IUCN红色名录中原本为易危物种，在2008年被升级为濒危物种，自2012年起被列为极危物种。东亚-澳大利西亚迁飞区伙伴关系在2014年起草了对青头潜鸭的保护计划，并在2015年1月获得批准，成立了「青头潜鸭工作组」（英語：Baer’s Pochard Task Force）。青头潜鸭于2019年臺灣公告的《陸域保育類野生動物名錄》中列入珍貴稀有保育類野生動物（二級保育類），後於2021年被中國大陸列入新的国家重点保护野生动物名录一级。2022年，北京动物园建立了中国首个青头潜鸭人工种群，共有54只，计划进一步扩大种群规模，并将该人工种群用于野化放归等保育工作。
2022年发表的一项研究显示，青头潜鸭81.8%的分布区和94%的合适栖息地位于保护区之外，一些栖息地与发达城市重叠。研究人员还认为，根据对全球气候变化趋势的预测，现有的保护区网络对青头潜鸭的保护效果可能较差，紧密协调的跨境合作对于该物种的保护至关重要。